# Halové mistrovství Československa v atletice 1979
Halové mistrovství Československa v atletice 1979 se konalo v Jablonci nad Nisou ve dnech 10. a 11. února 1979.

## Medailisté

### Muži
| Soutěž        | Zlato                  | Stříbro                | Bronz                  |
| 60 m          | Ján Chebeň 6.87        | Ladislav Latocha 6.93  | Adolf Forman 6.98      |
| 400 m         | Karel Kolář 47.35      | Dušan Malovec 49.08    | Vladimír Musil 49.35   |
| 800 m         | Jiří Dlouhý 1:53.2     | Josef Vedra 1:53.3     | Milan Richtárik 1:53.7 |
| 1500 m        | Jozef Plachý 3:50.4    | Jan Holberg 3:51.5     | Petr Gregořica 3:52.2  |
| 3000 m        | Lubomír Tesáček 8:15.9 | Václav Bulva 8:19.9    | Štefan Polák 8:20.0    |
| 60 m př.      | Július Ivan 8.01, 2.   | Jiří Čeřovský 8.08, 3. | Petr Lukeš 8.18        |
| Skok do výšky | Jindřich Vondra 214    | Milan Kaleta 210       | Marián Presbruchy 210  |
| Skok o tyči   | Antonín Hadinger 510   | Jiří Lesák 500         | Roman Zrun 500         |
| Skok daleký   | Jan Leitner 761        | Jaroslav Křivka 745    | Jaroslav Priščák 742   |
| Trojskok      | Karel Hradil 16.06     | František Volcer 15.32 | Aleš Jungmann 15.00    |
| Vrh koulí     | Jaroslav Brabec 19.56  | Zdeněk Dvořák 18.00    | Jakub Lang 17.28       |

### Ženy
| Soutěž        | Zlato                       | Stříbro                   | Bronz                                  |
| 60 m          | Jarmila Kratochvílová 7.39  | Daniela Drinková 7.64     | Zdena Kösslová 7.68                    |
| 400 m         | Jarmila Kratochvílová 52.79 | Hana Slámová 55.89        | Stanislava Brunnerová 57.31            |
| 800 m         | Božena Sudická 2:12.7       | Helena Müllerová 2:12.9   | Ivana Truhlařovská 2:15.4              |
| 1500 m        | Miroslava Margoldová 4:30.3 | Helena Ledvinová 4:37.3,  | Ivana Bulíčková 4:38.4                 |
| 60 m př.      | Monika Schönauerová 8.59    | Hana Chocová 8.60         | Milena Tebichová 8.78                  |
| Skok do výšky | Věra Skotnická 180          | Zdena Boukalová 180       | Marta Rehorovská a Eliška Stránská 175 |
| Skok daleký   | Jarmila Nygrýnová 637       | Agáta Dórová 609          | Marcela Koblasová 606                  |
| Vrh koulí     | Zdeňka Bartoňová 16.68      | Gabriela Hanuláková 14.27 | Anna Košudová 13.52                    |